# Mảng Nazca

Mảng Nazca, được thể hiện bằng màu lơ nhạt

Mảng Nazca, được đặt tên theo khu vực Nazca ở miền nam Peru, là một mảng kiến tạo đại dương ở vùng bồn địa miền đông Thái Bình Dương, ngoài khơi tây nam Nam Mỹ.
Rìa phía đông là ranh giới hội tụ, đới hút chìm phía dưới mảng Nam Mỹ và dãy núi Andes, tạo thành rãnh Peru-Chile. Mặt phía nam là ranh giới phân kỳ với mảng Nam Cực, dốc Chile, trong đó sự tách giãn đáy đại dương cho phép macma dâng lên. Mặt phía tây là ranh giới phân kỳ với mảng Thái Bình Dương, tạo thành đới nâng đông Thái Bình Dương. Mặt phía bắc là ranh giới phân kỳ với mảng Cocos, tức dốc Galapagos. Điểm nối ba tại góc tây bắc của mảng nơi các mảng Nazca, Cocos và Thái Bình Dương hợp lại nằm ngoài khơi Colombia.
Điểm nối thứ hai là điểm nối ba Chile tại góc tây nam, nơi giao nhau của mảng Nazca, mảng Thái Bình Dương và mảng Nam Cực ngoài khơi miền nam Chile. Tại mỗi điểm nối ba này đều tồn tại một tiểu mảng dị thường, là tiểu mảng Galapagos tại điểm nối ba phía bắc và tiểu mảng Juan Fernandez tại điểm nối ba phía nam. Tiểu mảng đảo Phục Sinh là tiểu mảng thứ ba nằm ngay phía bắc tiểu mảng Juan Fernandez và ở phía tây đảo Phục Sinh.
Một điểm nối ba khác là điểm nối ba rìa Chile, trên đáy biển của Thái Bình Dương ngoài khơi bán đảo Taitao và bán đảo Tres Montes ở ngoài khơi phía nam Chile. Đây là nơi ba mảng kiến tạo gặp nhau, gồm: mảng Nazca, mảng Nam Mỹ và mảng Nam Cực. Điểm nối ba này là bất thường ở chỗ nó bao gồm một sống núi giữa đại dương là dốc Chile, đang ẩn chìm phía dưới mảng Nam Mỹ tại rãnh Peru-Chile. Điểm nối ba này từng được coi là liên quan tới trận động đất cường độ 9,5 là trận động đất lớn Chile năm 1960. Tuy nhiên, chỉ có một ít đảo tại đây chịu ảnh hưởng của trận động đất là hậu quả của các chuyển động phức tạp tại điểm nối ba này. Quần đảo Juan Fernández là ngoại lệ.
Sống núi ngầm Carnegie là đặc trưng dài 1.350 km, rộng tới 300 km trên đáy biển ở phía bắc mảng Nazca, bao gồm quần đảo Galápagos ở rìa phía tây của nó. Nó đang bị hút chìm dưới mảng Nam Mỹ cùng với phần còn lại của mảng Nazca.
Chuyển động tuyệt đối của mảng Nazca có biên độ 3,7 cm/năm theo hướng đông (88°), thuộc dạng có chuyển động tuyệt đối nhanh nhất trong số các mảng kiến tạo. Mảng Nazca đang chìm lún, trong đó thể hiện hút chìm phẳng-phiến bất thường, bị xé toạc cũng như biến dạng do nó bị hút chìm. Đới hút chìm được hình thành và tiếp diễn để tạo thành dãy núi Andes với các hoạt động núi lửa. Sự biến dạng của mảng Nazca cũng ảnh hưởng tới địa chất của Bolivia, nơi xa hơn về phía đông.
Mảng cổ đại tồn tại trước mảng Nazca và mảng Cocos ở phía bắc của nó là mảng Farallon, đã bị tách ra vào thời gian khoảng Hậu Oligocen, cỡ 22,8 triệu năm trước, gần như có cùng niên đại với các dị thường từ trường.